# Michael Stolle
Michael Stolle (* 17. prosince 1974, Buxtehude, Dolní Sasko) je bývalý německý atlet, jehož specializací byl skok o tyči.

## Kariéra
V roce 1994 na halovém ME v Paříži neprošel kvalifikací. O dva roky později skončil osmý na halovém ME ve Stockholmu a reprezentoval na letních olympijských hrách v Atlantě, kde obsadil deváté místo. V roce 1997 na halovém MS v Paříži se umístil na osmém místě.
O rok později zaznamenal první velký úspěch, když vybojoval stříbrnou medaili na halovém ME ve Valencii. Ve finále překonal 580 cm a doplnil na stupních vítězů své krajany, Tima Lobingera (zlato) a Dannyho Eckera (bronz). Na Mistrovství světa v atletice 1999 v Seville skončil společně s Igorem Potapovičem na děleném sedmém místě.
Vinou horšího technického zápisu mu unikla medaile na letních olympijských hrách 2000 v australském Sydney. Ve finále překonal napotřetí 590 cm stejně jako Rus Maxim Tarasov. Stolle však zdolal základní výšku 550 cm až třetím pokusem a skončil čtvrtý. Stříbro vybojoval Američan Lawrence Johnson a zlato jeho krajan Nick Hysong.
V roce 2001 obsadil deváté místo na halovém MS v Lisabonu a skončil čtvrtý na světovém šampionátu v kanadském Edmontonu, kde rovněž přišel o medaili jen díky horšímu zápisu. O dva roky později získal za výkon 575 cm stříbrnou medaili na halovém MS v Birminghamu. Atletickou kariéru ukončil v roce 2006.

## Osobní rekordy
- hala – (590 cm – 18. února 2000, Saská Kamenice)
- venku – (595 cm – 18. srpen 2000, Monako)